# Madison (Maryland)
Madison – jednostka osadnicza w Stanach Zjednoczonych, w stanie Maryland, w hrabstwie Dorchester.